# Connomyia varipennis
Connomyia varipennis là một loài ruồi trong họ Asilidae. Connomyia varipennis được Ricardo miêu tả năm 1925. Loài này phân bố ở vùng nhiệt đới châu Phi.